# ذاكرة مكانية

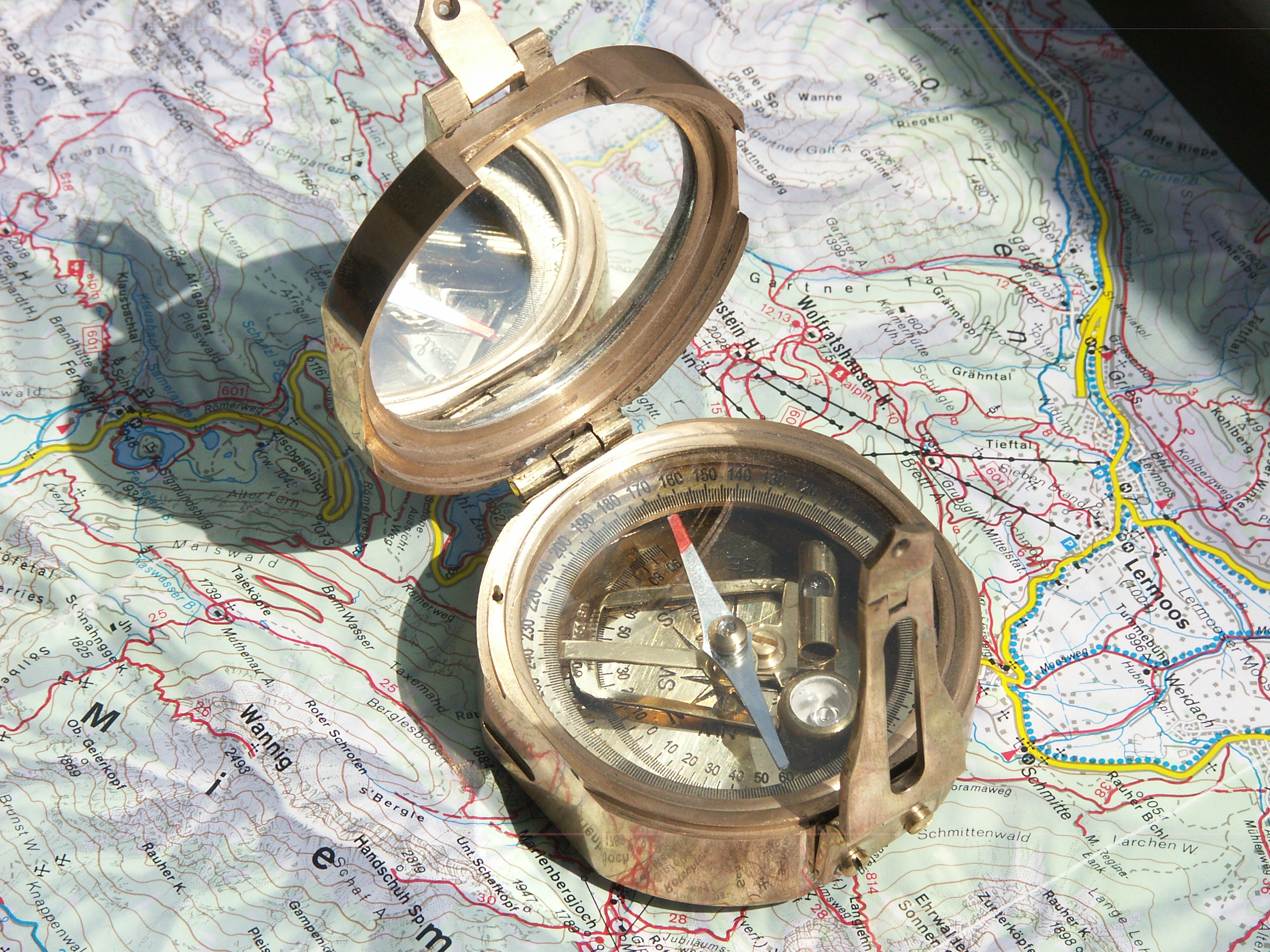
الذاكرة المكانية ضرورية للحركة في البيئة.

في علم النفس المعرفي والعلوم العصبية، الذاكرة المكانية (بالإنجليزية Spatial memory) هي شكل من أشكال الذاكرة المسؤولة عن تسجيل المعلومات حول بيئة المرء والتوجه الفراغي. على سبيل المثال، هناك حاجة إلى الذاكرة المكانية للشخص للتنقل في أنحاء مدينة مألوفة، تمامًا كما هو مطلوب من ذاكرة الفئران المكانية لمعرفة موقع الطعام في نهاية المتاهة. كثيرًا ما يقال إنه في كل من البشر والحيوانات، يتم تلخيص الذكريات المكانية كخريطة إدراكية. للذاكرة المكانية تمثيل في إطار العمل، ذاكرة قصيرة الأمد وذاكرة طويلة الأمد. تشير الأبحاث إلى أن هناك مناطق محددة من الدماغ مرتبطة بالذاكرة المكانية. تُستخدَم العديد من الطرق لقياس الذاكرة المكانية عند الأطفال والبالغين والحيوانات.

## ذاكرة مكانية قصيرة الأمد
يمكن وصف الذاكرة قصيرة الأمد بأنها نظام يتيح للمرء تخزين وإدارة المعلومات الضرورية بشكل مؤقت لإكمال المهام الإدراكية المعقدة. تشمل المهام التي تستخدم الذاكرة قصيرة الأمد التعلم، والتعليل، والفهم. الذاكرة المكانية هي عملية إدراكية تمكن الشخص من تذكر مواقع مختلفة بالإضافة إلى العلاقات المكانية بين الأجسام. يتيح ذلك للمرء أن يتذكر مكان وجود جسم بالنسبة لجسم آخر، على سبيل المثال تمكين شخص ما من التنقل في مدينة مألوفة له. يقال إن الذكريات المكانية تتكون بعد أن جمع الشخص لمعلومات الحسية عن بيئته ومعالجتها.

## ذاكرة مكانية عاملة
يمكن وصف الذاكرة العاملة على أنها نظام محدود القدرة يتيح للمرء بتخزين المعلومات ومعالجتها بشكل مؤقت. يمكّن هذا المخزن المؤقت المرء من إكمال المهام المعقدة أو العمل عليها مع القدرة في الوقت نفسه على وضع المعلومات في الاعتبار. على سبيل المثال، بالاستعانة بالذاكرة العاملة يكون لدى المرء القدرة على حل مسألة رياضية مُعقدة.
إحدى النظريات ذات النفوذ الشديد للذاكرة العاملة هي نموذج بادلي وهيتش للذاكرة العاملة متعدد المكونات. يشير أحدث إصدار من هذا النموذج إلى أن هناك أربعة مكونات فرعية للذاكرة العاملة وهي دائرة التوظيف الصوتي، ولوحة المعالجة البصرية المكانية. والمُنفِّذ المركزي، ومصد الأحداث. يقال إن أحد مكونات هذا النموذج -اللوحة البصرية المكانية- هو المسؤول عن التخزين المؤقت للمعلومات المرئية والمكانية وصيانتها ومعالجتها.
على عكس النموذج متعدد المكونات، يعتقد بعض الباحثين أن الذاكرة المكانية العاملة يجب أن ينظر إليها على أنها بناية وحدوية. في هذا الصدد، يُعتقد أن المعلومات المرئية والمكانية واللفظية مرتبة حسب مستويات التمثيل وليس نوع المخزن الذي تنتمي إليه. داخل الكتابات، يُقترح دراسة المزيد من الأبحاث في تجزئة الذاكرة قصيرة الأمد والذاكرة العاملة. ومع ذلك، أُجريت الكثير من الأبحاث حول بناء الذاكرة البصرية المكانية وفقًا للنموذج المتقدم من قبل بادلي وهيتش.

### دور المُنفِّذ المركزي
أشار البحث في الوظيفة الدقيقة للوحة المعالجة البصرية المكانية إلى أن الذاكرة المكانية قصيرة الأمد والذاكرة العاملة تعتمدان على الموارد التنفيذية وليستا مختلفتان كليةً. على سبيل المثال، تأثر الأداء في الذاكرة العاملة -دون التأثير على مهمة الذاكرة قصيرة الأمد- بالكبت التلفظي (بالإنجليزية Articulatory suppression) يشير إلى أن القصور في الوظيفة المكانية كان بسبب الأداء المتزامن مع وظيفة كانت تستخدم الموارد التنفيذية بشكل مكثف. وقد وجدت النتائج أيضًا أن الأداء عطل من وظائف الذاكرة قصيرة الأمد والذاكرة العاملة مع كبت تنفيذي. يوضح هذا كيف يتطلب كل من الذاكرة قصيرة الأمد والذاكرة العاملة، في المجال البصري المكاني، منفعة مماثلة للمنفِّذ المركزي. على الرغم من أن الدراسات تشير إلى أن المنفِّذ المركزي يشارك بشكل وثيق في عدد من الوظائف المكانية، إلا أن الطريقة الدقيقة التي ترتبط بها لم تتضح بعد.

## الذاكرة المكانية طويلة الأمد
يبنى استرجاع الذاكرة المكانية على هيكل هرمي. هذا يعني أن الناس يتذكرون التخطيط العام لمكان معين ثم «الإلماع إلى الأماكن المستهدفة» داخل تلك المجموعة المكانية. تذكر التفاصيل المكانية هو إجراء يتم من تنازليًا من القمة إلى القاعدة يتطلب من الفرد أن يتذكر المعالم فائقة التراتيب الخاصة بالخريطة الإدراكية، ثم المعالم التراتيبية ثم المعالم دون التراتيبية. وبالتالي، هناك معلمان مكانيان بارزان في التنقل في المسار: التخطيط العام والتوجيه نحو المعلم (كاهانا، وآخرون 2006).
لا يستطيع البشر فقط التعرف على التخطيط العام المكاني لمحيطهم، ولكن بإمكانهم أيضًا تجميع طرق غير مألوفة وعلاقات مكانية جديدة من خلال الاستدلال. ومع ذلك، فقد جرى العادة بإعاقة هذا الحقل بواسطة متغيرات مربكة، مثل الكُلفة واحتمالية وجود سابقة للتعرض لمحيط تجريبي. لحسن الحظ، أوجدت القفزات التكنولوجية عالمًا جديدًا لعلماء النفس حتى لو كان عالمًا افتراضيًا.
الخريطة الإدراكية هي «نموذج عقلي للأوضاع المكانية للأجسام يسمح بالتنقل على طول المسار الأمثل بين أزواج النقاط العشوائية.» هذه الخريطة العقلية مبنية على ركيزتين أساسيتين: التخطيط، والمعروف أيضًا باسم معرفة المسار والتوجيه نحو المعلم. يُعد التخطيط بمثابة طريقة التنقل الأولى التي يتعلم الناس استغلالها؛ طرق عملها تعكس أبسط مفاهيمنا تجاه العالم.
أثبت كلٍ من هيرمر وسبيلك (1994) أنه عندما يبدأ الأطفال الصغار في المشي -بعد ولادتهم بنحو ثمانية عشر شهرًا- فإنهم يتنقلون وفق إحساسهم بتخطيط العالم من حولهم. بالفعل، يبدو أن عالم الطفل هو مكان ذو خطوط محورية وحدود متباينة. حدد كلًا من ماكنمارا وهاردي وهيرتل عضوية منطقةً باعتبارها بنية أساسية في الخريطة الإدراكية لأي شخص (1989). تحديدًا، يتم تعريف عضوية المنطقة بأي نوع من الحدود، سواء المادية أو الإدراكية أو الذاتية (ماكنمارا وآخرون 1989). الحدود هي من بين الصفات الأساسية والمستشرية في العالم من حولنا. ليست هذه الحدود أكثر من خطوط محورية وهي ميزة ينحاز إليها الأشخاص عند الاتصال بالمكان، على سبيل المثال، الجاذبية هي إحدى محددات الخط المحوري (ماكنمارا وشيلتون 2001، كيم وبن 2004). تساعد الخطوط المحورية الجميع في تقسيم إدراكنا إلى مناطق. هذه الفكرة التي تجعل العالم حزمًا هي عناصر مدعومة بشكل أكبر من خلال اكتشاف أن العناصر التي تُسترجع معًا من المرجح أن يتم تجميعها داخل نفس المنطقة من الخريطة الإدراكية الأكبر. يظهر التجميع أن الأشخاص يميلون إلى تجميع المعلومات معًا وفقًا لتخطيطات أصغر داخل خريطة إدراكية أكبر.
رغم ذلك، الحدود ليست المحددات الوحيدة للتخطيط. يدل التجميع أيضًا على خاصية أخرى هامة لعلاقتنا بالمفاهيم المكانية وهي أن الاسترجاع المكاني هو عملية هرمية. عندما يتذكر شخص ما محيط أو يتنقل بين تضاريس، يسترجع هذا الشخص ضمنًا أولًا التخطيط الإجمالي في البداية. بعدها، وبسبب «الهيكل الترابطي الغني» للفكرة، تنشط سلسلة من المستدعيات. في النهاية، تنبه سلسلة التنشيطات الناشئة التفاصيل المحددة التي تتوافق مع المنطقة التي تُستدعى. هذه هي الطريقة التي يقوم بها الأشخاص بترميز العديد من الموجودات على مستويات أنطولوجية مختلفة، مثل موقع دباسة في مكتب، فبهذا يكون في مكتب العمل. للأسف، التصميم له عيوبه أيضًا. يمكن للمرء أن يتذكر واحد فقط في المنطقة في وقت واحد (عنق الزجاجة). قد يكون عنق الزجاجة في نظام التنقل الإدراكي للشخص أمرًا كارثيًا، على سبيل المثال إذا كانت هناك حاجة إلى التفاف مفاجئ في رحلة طويلة على الطريق.